# I magnifici sette nello spazio
I magnifici sette nello spazio (Battle Beyond the Stars) è un film di fantascienza statunitense del 1980 diretto da Jimmy T. Murakami e Roger Corman (non accreditato). È un libero rifacimento futuristico de I magnifici sette (1960), a sua volta remake western de I sette samurai (1954).

## Trama
Gli abitanti del pacifico pianeta Akir sono minacciati dal tiranno spaziale Sador e dal suo esercito di mutanti, i Malmori. L'enorme nave di Sador porta un'arma chiamata "convertitore stellare" che trasforma letteralmente i pianeti in piccoli soli, distruggendo ogni forma di vita sulla loro superficie. Sador minaccia di utilizzare il convertitore sul pianeta a meno che il popolo di Akir non si sottometta a lui quando farà ritorno per il raccolto. Zed, l'ultimo guerriero di Akir, ormai vecchio e cieco, suggerisce di assoldare mercenari per proteggere il pianeta. In mancanza di risorse preziose, Akir non può che offrire cibo e rifugio come ricompensa. Incapace di andare lui stesso, Zed offre la sua nave e il giovane Shad - l'unico in grado di pilotarla - si offre volontario per reclutare i mercenari. Shad decolla, aiutato dalla sofisticata intelligenza artificiale della nave, ignaro che Sador ha lasciato una delle sue navi a sorvegliare il pianeta. I mutanti Kalo e Tembo inseguono Shad, ma il giovane è in grado di allontanarsi nello spazio mentre i mutanti sono costretti a tornare ad Akir per obbedire all'ordine di continuare a sorvegliare il pianeta.
La prima tappa di Shad è la fatiscente stazione spaziale di Hephaestus, che ripara androidi. Aspettandosi di trovare potenziali alleati, Shad trova invece solo due forme di vita organica tra gli androidi, il vecchio dottor Hephaestus, ormai più macchina che uomo, e la sua bellissima figlia Nanelia. Il dottore cerca di trattenere Shad nella stazione contro la sua volontà per farlo fidanzare con la figlia. Incapace di abbandonare il suo popolo, Shad fugge, con Nanelia che lo segue con la propria nave, con a bordo un sistema di difesa utile per la futura lotta su Akir. I due si dividono per cercare mercenari.
Shad si imbatte in Space Cowboy, del pianeta Terra, uno strambo trasportatore dello spazio con una predilezione per i vecchi film western. Shad salva Cowboy e la sua nave da alcuni dirottatori e viene a sapere che è in ritardo nella consegna di un carico di armi per un pianeta che, mentre lo stanno osservando su uno schermo, Sador distrugge utilizzando il convertitore stellare. Mancando del carburante per portare a casa le armi con lui, Cowboy si offre di portarle su Akir. Shad è poi avvicinato da una formazione di cinque cloni alieni che condividono una coscienza collettiva denominata Nestor. Questi alieni affermano che la loro vita è incredibilmente noiosa, dato che la loro intera razza condivide una sola mente. Pertanto hanno inviato cinque membri con una nave per unirsi alla causa di Shad. Nestor non chiede alcuna ricompensa, dato che sono completamente autosufficienti.
Intanto ad Akir, Kalo e Tembo si annoiano e osservano una cerimonia di nozze condotta da Mol, sorella di Shad, sulla superficie del pianeta. I mutanti la catturano per poi ritirarsi in orbita. Nel frattempo, la successiva fermata di Shad è su un pianeta noto per l'attività criminale ai tempi di Zed. Lì scopre un mondo quasi abbandonato usato come nascondiglio da Gelt, un ricco sicario che è diventato troppo noto per mostrare il suo volto su qualsiasi pianeta civilizzato. Gelt offre volentieri i suoi servizi a patto di poter vivere su Akir senza essere cacciato.
Shad è poi avvicinato da Saint-Exmin, una dei guerrieri Valkyrie e giovane avventuriera invadente, che intende mettersi alla prova in battaglia alla guida di una piccola ma veloce navicella. Shad la trova fastidiosa e cerca di scacciarla, ma lei insiste. Intanto, in attesa del ritorno di Shad, Nanelia con la sua nave viene catturata da un rettiliano chiamato Cayman della Zona Lambda, che riesce a reclutare per la causa di Akir. Cayman, che possiede una vecchia nave con un equipaggio di strani alieni, desidera come ricompensa la testa di Sador, per vendicarsi dell'eccidio della sua specie.
Il gruppo di sette navi giunge ad Akir. Nella navicella dei Malmori in orbita, Tembo sta per violentare Mol quando Kalo rileva la flotta di mercenari che si avvicina. Essi cercano di scappare, ma la loro nave viene distrutta da Gelt. Shad fa atterrare i mercenari ma essi sono accolti con cautela dai nativi che non sono abituati a forme di vita violente.
Dopo qualche tempo Sador fa ritorno, ma la sua flotta di navi viene intercettata da Shad. Gelt viene abbattuto e gravemente ferito nello scontro iniziale. Nel frattempo, sulla superficie, Cowboy e i nativi akirani, armati di armi laser, combattono l'invasione di terra. Quindi le due parti si ritirano.
Sador sopravvive a un attentato di uno dei Nestor che ha catturato e, con rabbia, lancia tutte le sue navi superstiti contro il pianeta. Scoppia un'ultima battaglia, nella quale i mercenari si sacrificano rimanendo uccisi uno ad uno, incluso Cowboy che guida un attacco kamikaze contro la nave ammiraglia di Sador. I mercenari riescono comunque a distruggere la maggior parte delle forze del tiranno e il convertitore stellare. Shad e Nanelia, catturati dal raggio traente di Sador, tentano la fuga e innescano l'autodistruzione della loro navicella, per far saltare in aria quella di Sador, riuscendovi e facendo ritorno ad Akir.

## Produzione
Il film fu prodotto dalla New World Pictures di Corman nel 1980 con un budget stimato in 2.000.000 dollari. La sceneggiatura fu scritta da John Sayles, la colonna sonora composta da James Horner, e gli effetti speciali scenografici diretti da James Cameron  (accreditato come Jim Cameron). Al momento della sua uscita, fu il più costoso film prodotto da Roger Corman. Gran parte del bilancio presumibilmente si diresse verso il pagamento di George Peppard e Robert Vaughn, dal momento che lo sceneggiatore John Sayles era conosciuto per le produzioni a basso budget e il film fu prodotto in studio da Corman, presso Venice, in California.
Roger Corman ingaggiò James Cameron come modellista nel suo studio, e dopo che il direttore artistico del film fu licenziato, Cameron divenne responsabile degli effetti speciali o, come Cameron in seguito dichiarò, "della progettazione, della produzione e della direzione artistica." Questa è stata la prima "grande occasione" nel settore cinematografico di Cameron, e contribuì al successo della sua carriera. Cameron prestò grande attenzione ai dettagli, e non dormì per settimane durante la produzione del film.
Il produttore dei suoni, responsabile anche per gli effetti speciali, fu David Yewdall, che aveva già lavorato regolarmente a diverse produzioni di Corman. Yewdall, in seguito, nel suo Practical Art of Motion Picture Sound rimarcò il basso budget destinato agli effetti sonori per il film e spiegò alcuni degli effetti: ognuna delle sette navicelle spaziali poteva contare su un effetto sonoro diverso; l'effetto della navicella dei Nestor fu creato grazie al coro del college della sua città natia, Coalinga, in California; l'effetto della navicella di Gelt fu creato dal suono registrato di un dragster.
Molte delle scene con effetti e clip furono riutilizzate per altri film distribuiti negli anni 80, tra cui Bachelor Party - Addio al celibato, mentre il modello della navicella spaziale fu riutilizzato in Space Raiders.
Alcune sequenze del film compaiono in:
- Space Raiders (1983)
- Andy Colby's Incredible Adventure (1988)
- Not of This Earth (1988)
- Vampirella (1996)
- Illusione della mente (1997)
- Star Portal (1999)

## Distribuzione
Alcune delle uscite internazionali sono state:
- 8 settembre 1980 negli Stati Uniti (Battle Beyond the Stars)
- 13 novembre 1980 in Germania Ovest (Sador - Herrscher im Weltraum)
- 25 dicembre 1980 in Svezia (Kriget bortom stjärnorna)
- 26 dicembre 1980 in Australia
- 8 aprile 1981 in Francia (Les mercenaires de l'espace)
- 17 aprile 1981 in Finlandia (Vaarojen planeetta)
- 18 aprile 1981 in Giappone
- 30 luglio 1981 in Paesi Bassi (Duel achter de sterren)
- 6 agosto 1981 in Portogallo (Batalha Além das Estrelas)
- in Polonia (Bitwa poza gwiazdami)
- in Ungheria (Csata a csillagokon túl)
- in Slovenia (Bitka med zvezdami)
- in Italia (I magnifici sette nello spazio)
- in Spagna (Los 7 magníficos del espacio)
- in Grecia (Oi 7 yperohoi sti megali mahi tou diastimatos)

## Opere derivate

### Fumetto
Nel 2010 la Bluewater Productions lanciò un fumetto che fungeva da prequel, ambientato 30 anni prima le vicende mostrate nel film. Diviso in quattro parti, tratta delle avventure di Zed, da vecchio interpretato da Jeff Corey nel film, con la sua navicella Nell. Sono presenti anche i personaggi del dottor Hephaestus e di Sador.

## Promozione
Le tagline sono:
- "A battle beyond time, beyond space." ("Una battaglia al di là del tempo, oltre lo spazio.").
- "Rebels. Outlaws. Mercenaries. Seven magnificent warriors join to fight the... Battle Beyond The Stars." ("Ribelli. Fuorilegge. Mercenari. Sette magnifici guerrieri si uniscono per combattere la ... battaglia oltre le stelle.").

## Critica
Secondo il Morandini, il film è una variazione in chiave umoristica de I sette samurai e risulta "buffo, impertinente" con "molti ammiccamenti per i cinefili" e "ingegnosi effetti". Secondo il sito Fantafilm, "il cast è notevole, ma il risultato modesto", pur trattandosi di "uno dei film migliori" di Roger Corman.